# Lechlińskie Huby
Lechlińskie Huby (Lechlin-Huby) – przysiółek wsi Lechlin w Polsce położona w województwie wielkopolskim, w powiecie wągrowieckim, w gminie Skoki.
Miejscowość wchodzi w skład sołectwa Lechlin.
W latach 1975–1998 miejscowość administracyjnie należała do województwa poznańskiego.